# Primera Liga de Bulgaria 2022-23
La Primera Liga de Bulgaria 2022-23 conocida como también como Liga Efbet por razones de patricinio es la 99.ª edición de la Primera Liga de Bulgaria la máxima categoría de fútbol de Bulgaria. La temporada comenzó el 8 de julio de 2022 y terminará el 11 de junio de 2023.
En esta temporada se expande a 16 equipos y el Grupo Descenso aumenta de 4 a 6 últimos clasificados.

## Ascensos y descensos
El Septemvri Sofia regresó a la Primera Liga de Bulgaria luego de 3 años, tras ser campeón de la Segunda Liga 2021-22, el Hebar Pazardzhik regresó también a la Primera Liga luego de 21 años, tras ser subcampeón de la Segunda Liga y el Spartak Varna regresó también a la Primera Liga luego de 13 años tras finalizar tercero.
| Pos. | Ascendido de Segunda Liga 2021-22 |
| ---- | --------------------------------- |
| 1.º  | Septemvri Sofia                   |
| 2.º  | Hebar Pazardzhik                  |
| 3.º  | Spartak Varna                     |

| Pos. | Descendido de Primera Liga 2021-22 |
| ---- | ---------------------------------- |
| 14.º | Tsarsko Selo Sofia                 |

## Formato
Los 16 equipos participantes jugarán entre sí todos contra todos dos veces totalizando 26 partidos cada uno, al término de la fecha 30 los seis primeros pasarán a jugar el Grupo campeonato, los 4 del medio el Grupo Europa y los 6 últimos jugarán el Grupo descenso.

## Equipos participantes
| Club               | Ciudad       | Estadio                       | Capacidad |
| ------------------ | ------------ | ----------------------------- | --------- |
| Arda Kardzhali     | Kardzhali    | Arena Arda                    | 15.000    |
| Beroe Stara Zagora | Stara Zagora | Estadio Beroe                 | 12.128    |
| Botev Plovdiv      | Plovdiv      | Botev 1912 Sports Complex     | 4.000     |
| Botev Vratsa       | Vratsa       | Estadio Hristo Botev          | 12.000    |
| Cherno More        | Varna        | Estadio Ticha                 | 8.250     |
| CSKA 1948          | Sofía        | Estadio Nacional Vasil Levski | 44.000    |
| CSKA Sofía         | Sofía        | Estadio Balgarska Armiya      | 22.995    |
| Hebar Pazardzhik   | Pazardzhik   | Estadio Georgi Benkovski      | 13.128    |
| Levski Sofia       | Sofía        | Estadio Georgi Asparuhov      | 25.000    |
| Lokomotiv Plovdiv  | Plovdiv      | Estadio Lokomotiv             | 13.220    |
| Lokomotiv Sofía    | Sofía        | Estadio Lokomotiv             | 22.000    |
| Ludogorets Razgrad | Razgrad      | Ludogorets Arena              | 10.422    |
| Pirin Blagoevgrad  | Blagóevgrad  | Estadio Hristo Botev          | 7.500     |
| Septemvri Sofia    | Sofía        | Estadio Dragalevtsi           | 1.800     |
| Slavia Sofia       | Sofía        | Estadio Ovcha Kupel           | 25.556    |
| Spartak Varna      | Varna        | Estadio Spartak Varna         | 6.000     |

## Temporada regular

### Tabla de posiciones
| Pos. | Equipo             | Pts. | PJ | G  | E | P  | GF | GC | Dif. | Clasificación 2022-23 |
| ---- | ------------------ | ---- | -- | -- | - | -- | -- | -- | ---- | --------------------- |
| 1    | Ludogorets Razgrad | 74   | 30 | 23 | 5 | 2  | 72 | 21 | +51  | Grupo Campeonato      |
| 2    | CSKA Sofía         | 73   | 30 | 23 | 4 | 3  | 57 | 14 | +43  | Grupo Campeonato      |
| 3    | CSKA 1948          | 59   | 30 | 17 | 8 | 5  | 49 | 22 | +27  | Grupo Campeonato      |
| 4    | Levski Sofía       | 54   | 30 | 15 | 9 | 6  | 38 | 14 | +24  | Grupo Campeonato      |
| 5    | Cherno More Varna  | 53   | 30 | 15 | 8 | 7  | 36 | 27 | +9   | Grupo Campeonato      |
| 6    | Lokomotiv Plovdiv  | 50   | 30 | 14 | 8 | 8  | 33 | 28 | +5   | Grupo Campeonato      |
| 7    | Slavia Sofía       | 49   | 30 | 15 | 4 | 11 | 31 | 27 | +4   | Grupo Europa          |
| 8    | Arda Kardzhali     | 42   | 30 | 11 | 9 | 10 | 33 | 32 | +1   | Grupo Europa          |
| 9    | Lokomotiv Sofía    | 38   | 30 | 10 | 8 | 12 | 32 | 38 | −6   | Grupo Europa          |
| 10   | Botev Plovdiv      | 32   | 30 | 9  | 5 | 16 | 38 | 40 | −2   | Grupo Europa          |
| 11   | Botev Vratsa       | 28   | 30 | 7  | 7 | 16 | 23 | 55 | −32  | Grupo Descenso        |
| 12   | Beroe Stara Zagora | 27   | 30 | 7  | 6 | 17 | 26 | 47 | −21  | Grupo Descenso        |
| 13   | Pirin Blagoevgrad  | 24   | 30 | 5  | 9 | 16 | 21 | 39 | −18  | Grupo Descenso        |
| 14   | Hebar Pazardzhik   | 23   | 30 | 6  | 5 | 19 | 19 | 51 | −32  | Grupo Descenso        |
| 15   | Septemvri Sofía    | 22   | 30 | 5  | 7 | 18 | 25 | 45 | −20  | Grupo Descenso        |
| 16   | Spartak Varna      | 17   | 30 | 3  | 8 | 19 | 27 | 60 | −33  | Grupo Descenso        |

Actualizado a los partidos jugados el 8 de mayo de 2023.
 Fuente: Soccerway
Criterios de clasificación: 1) Puntos; 2) Enfrentamientos directos; 3) Diferencia de goles en enfrentamientos directos; 4) Goles de visita en los enfrentamientos directos (solo 2 clubes);
 5) Diferencia de goles; 6) Goles; 7) Juego limpio.

### Resultados
| Local \ Visitante  | ARD | BER | BPL | BVR | CHE | CSK | CSS | HBP | LEV | LKP | LKS | LUD | PBG | SEP | SLA | SPV |
| ------------------ | --- | --- | --- | --- | --- | --- | --- | --- | --- | --- | --- | --- | --- | --- | --- | --- |
| Arda Kardzhali     | —   | 1–0 | 2–1 | 1–1 | 2–2 | 0–1 | 1–3 | 1–0 | 0–3 | 5–0 | 2–2 | 1–2 | 0–0 | 3–2 | 1–0 | 2–0 |
| Beroe Stara Zagora | 2–0 | —   | 1–1 | 2–1 | 0–2 | 1–3 | 1–4 | 0–2 | 0–1 | 2–0 | 1–1 | 0–4 | 1–0 | 1–2 | 0–1 | 3–1 |
| Botev Plovdiv      | 0–2 | 1–0 | —   | 6–0 | 3–4 | 2–0 | 0–1 | 0–1 | 0–1 | 1–1 | 0–0 | 0–2 | 3–1 | 3–1 | 1–0 | 1–1 |
| Botev Vratsa       | 0–0 | 2–0 | 3–2 | —   | 0–2 | 1–0 | 0–4 | 0–0 | 0–2 | 0–1 | 2–1 | 0–4 | 0–0 | 0–0 | 1–0 | 1–0 |
| Cherno More Varna  | 1–1 | 1–1 | 1–2 | 2–1 | —   | 0–0 | 0–2 | 1–0 | 0–0 | 2–1 | 2–1 | 2–3 | 1–0 | 3–0 | 1–0 | 3–2 |
| CSKA 1948          | 1–0 | 4–0 | 2–1 | 5–2 | 0–0 | —   | 0–1 | 2–0 | 1–0 | 1–0 | 2–0 | 2–2 | 2–1 | 1–0 | 0–1 | 2–0 |
| CSKA Sofía         | 3–0 | 5–1 | 3–1 | 5–1 | 1–0 | 2–1 | —   | 4–0 | 0–0 | 1–1 | 0–0 | 0–1 | 2–1 | 1–0 | 2–0 | 1–0 |
| Hebar Pazardzhik   | 0–1 | 1–1 | 1–2 | 0–2 | 0–1 | 0–1 | 0–4 | —   | 0–2 | 1–2 | 3–2 | 1–3 | 0–0 | 1–3 | 0–3 | 0–0 |
| Levski Sofía       | 2–0 | 1–0 | 1–0 | 2–0 | 0–1 | 0–0 | 2–0 | 4–0 | —   | 1–1 | 1–0 | 0–0 | 1–0 | 2–0 | 1–2 | 5–0 |
| Lokomotiv Plovdiv  | 1–0 | 0–0 | 1–0 | 0–0 | 3–0 | 1–3 | 0–1 | 2–1 | 1–0 | —   | 1–0 | 2–3 | 2–1 | 2–1 | 3–0 | 3–1 |
| Lokomotiv Sofía    | 1–1 | 1–2 | 2–0 | 1–0 | 0–1 | 0–6 | 1–1 | 1–4 | 3–2 | 0–0 | —   | 1–0 | 2–0 | 1–1 | 1–0 | 3–2 |
| Ludogorets Razgrad | 1–1 | 2–1 | 1–0 | 8–1 | 3–2 | 1–1 | 2–1 | 6–0 | 0–0 | 2–0 | 1–0 | —   | 0–1 | 3–1 | 2–1 | 5–0 |
| Pirin Blagoevgrad  | 1–1 | 0–0 | 2–4 | 2–1 | 0–1 | 1–1 | 0–1 | 2–0 | 1–1 | 0–0 | 0–1 | 0–4 | —   | 1–4 | 1–2 | 3–1 |
| Septemvri Sofía    | 0–1 | 3–1 | 2–1 | 1–1 | 0–0 | 1–3 | 0–1 | 1–1 | 0–0 | 0–1 | 0–3 | 0–3 | 0–1 | —   | 1–2 | 1–1 |
| Slavia Sofía       | 1–0 | 2–0 | 0–0 | 2–1 | 1–0 | 1–1 | 0–2 | 0–1 | 2–1 | 1–1 | 2–1 | 1–2 | 2–0 | 1–0 | —   | 2–2 |
| Spartak Varna      | 1–3 | 0–4 | 3–2 | 2–1 | 0–0 | 3–3 | 0–1 | 0–1 | 2–2 | 0–2 | 1–2 | 1–2 | 1–1 | 2–0 | 0–1 | —   |

## Grupo campeonato
| Pos. | Equipo                 | Pts. | PJ | G  | E  | P  | GF | GC | Dif. | Clasificación 2022-23                       |
| ---- | ---------------------- | ---- | -- | -- | -- | -- | -- | -- | ---- | ------------------------------------------- |
| 1    | Ludogorets Razgrad (C) | 85   | 35 | 26 | 7  | 2  | 81 | 27 | +54  | Primera ronda de la Liga de Campeones       |
| 2    | CSKA Sofía             | 84   | 35 | 26 | 6  | 3  | 65 | 17 | +48  | Segunda ronda de la Liga Europa Conferencia |
| 3    | CSKA 1948              | 64   | 35 | 17 | 13 | 5  | 55 | 28 | +27  | Segunda ronda de la Liga Europa Conferencia |
| 4    | Levski Sofía (O)       | 61   | 35 | 17 | 10 | 8  | 47 | 22 | +25  | Play-offs para la Liga Europa Conferencia   |
| 5    | Lokomotiv Plovdiv      | 54   | 35 | 15 | 9  | 11 | 35 | 34 | +1   |                                             |
| 6    | Cherno More Varna      | 54   | 35 | 15 | 9  | 11 | 39 | 35 | +4   |                                             |

Actualizado a los partidos jugados el 07 de junio de 2023.
 Fuente: Soccerway
Criterios de clasificación: 1) Puntos; 2) Enfrentamientos directos; 3) Diferencia de goles en enfrentamientos directos; 4) Goles de visita en los enfrentamientos directos (solo 2 clubes);
 5) Diferencia de goles; 6) Goles; 7) Juego limpio.
Notas:
1. ↑  El campeón de la Copa de Bulgaria 2022-23, Ludogorest Razgrad, está clasificado a competición europea por lo tanto el cupo de la copa pasa al tercer lugar de liga.

## Grupo Europa
| Pos. | Equipo          | Pts. | PJ | G  | E  | P  | GF | GC | Dif. | Clasificación 2022-23                     |
| ---- | --------------- | ---- | -- | -- | -- | -- | -- | -- | ---- | ----------------------------------------- |
| 1    | Arda Kardzhali  | 58   | 36 | 16 | 10 | 10 | 47 | 36 | +11  | Play-offs para la Liga Europa Conferencia |
| 2    | Slavia Sofía    | 58   | 36 | 17 | 7  | 12 | 37 | 31 | +6   |                                           |
| 3    | Lokomotiv Sofía | 42   | 36 | 11 | 9  | 16 | 37 | 49 | −12  |                                           |
| 4    | Botev Plovdiv   | 36   | 36 | 10 | 6  | 20 | 41 | 49 | −8   |                                           |

Actualizado a los partidos jugados el 07 de junio de 2023.
 Fuente: Soccerway
Criterios de clasificación: 1) Puntos; 2) Enfrentamientos directos; 3) Diferencia de goles en enfrentamientos directos; 4) Goles de visita en los enfrentamientos directos (solo 2 clubes);
 5) Diferencia de goles; 6) Goles; 7) Juego limpio.

## Grupo descenso
| Pos. | Equipo                 | Pts. | PJ | G | E  | P  | GF | GC | Dif. | Clasificación 2022-23       |
| ---- | ---------------------- | ---- | -- | - | -- | -- | -- | -- | ---- | --------------------------- |
| 1    | Pirin Blagoevgrad      | 34   | 35 | 8 | 10 | 17 | 28 | 43 | −15  |                             |
| 2    | Botev Vratsa           | 32   | 35 | 8 | 8  | 19 | 29 | 64 | −35  |                             |
| 3    | Hebar Pazardzhik       | 32   | 35 | 9 | 5  | 21 | 30 | 59 | −29  |                             |
| 4    | Beroe Stara Zagora (O) | 32   | 35 | 8 | 8  | 19 | 31 | 54 | −23  | Play-offs de descenso       |
| 5    | Septemvri Sofía (D)    | 28   | 35 | 7 | 7  | 21 | 31 | 52 | −21  | Descenso a Segunda División |
| 6    | Spartak Varna (D)      | 25   | 35 | 5 | 10 | 20 | 32 | 65 | −33  | Descenso a Segunda División |

Actualizado a los partidos jugados el 07 de junio de 2023.
 Fuente: Soccerway
Criterios de clasificación: 1) Puntos; 2) Enfrentamientos directos; 3) Diferencia de goles en enfrentamientos directos; 4) Goles de visita en los enfrentamientos directos (solo 2 clubes);
 5) Diferencia de goles; 6) Goles; 7) Juego limpio.

## Goleadores
| Pos. | Jugador        | Equipo             | Goles |
| ---- | -------------- | ------------------ | ----- |
| 1    | Ivaylo Chochev | CSKA 1948          | 21    |
| 2    | Duckens Nazon  | CSKA Sofía         | 18    |
| 3    | Igor Thiago    | Ludogorets Razgrad | 15    |
| 4    | Antoine Baroan | Botev Plovdiv      | 14    |
| 4    | Kiril Despodov | Ludogorets Razgrad | 14    |